# Pilotní díl (Dr. House)
Pilotní díl (v anglickém originále Pilot) je první epizoda z první řady seriálu Dr. House.

## Děj
Krátce po začátku epizody začne být učitelka v mateřské školce Rebecca Adler (Robin Tunney) dysfatická (tj. není schopná mluvit) a krátce poté zkolabuje a upadne na podlahu. Wilson (Robert Sean Leonard) přiměje House (Hugh Laurie), aby ji léčil. House ho však odmítne s tím, že případ je nuda. Wilson proto zalže a tvrdí, že žena je jeho sestřenice, poté House souhlasí. Po prvotním vyšetření naleznou lézi na mozku. Při poradě s týmem poprvé sděluje svoji představu, že všichni lžou. Když jde domů a čeká na výtah, potká ho jeho nadřízená, ředitelka nemocnice Cuddyová (Lisa Edelstein), která se ho snaží přimět, aby plnil své povinnosti a sloužil na ambulanci. On však tvrdí, že ho vyhodit nemůže a pak odejde. Později, když chce House nechat Rebeccu vyšetřit na magnetické rezonanci, dozví se, že mu bylo Cuddyovou odejmuto oprávnění. Ta ho obviní z toho, že riskuje pacientčin život. Výměnou za přidělení oprávnění nyní House musí sloužit na ambulanci.
Během magnetické rezonance se Rebecce sevře hrdlo, následkem alergické reakce na gadolinium (kontrastní látku, která se rozptýlí v mozku a působí kontrastně na MRI), a tak ji musí Chase (Jesse Spencer) a Cameronová (Jennifer Morrison), dva členové Housova týmu, provést tracheotomii. Na ambulanci přijde muž, který si stěžuje na bolesti v zádech. House mu na základě jeho oranžové barvy, kterou podle něj způsobilo příliš mnoho karotky a vitamíny, sdělí, že je mu žena nevěrná, a že by se měl rozvést. Dalším pacientem na ambulanci je desetiletý chlapec, kterému matka dovolila užívat inhalátor na astma jen někdy, namísto denního používání. Zdůvodnila to tím, že se bojí, aby chlapec používal tak často silné léky. House ji velmi sarkasticky vysvětlí co je to astma. Během své krátké přednášky o astmatu se dostane ke steroidům a to ho přivede na myšlenku, že má Rebecca cerebrální vaskulitidu, a bez jakýchkoliv důkazů pro své tvrzení ji začne léčit steroidy. Cuddyová protestuje, ale Rebeccy stav se zlepšuje. Následně se však zase zhorší. Rebecca přestane vidět a dostane záchvat, při kterém se jí zastavilo srdce. Týmu dochází, že to co způsobuje nemoc je v jejím mozku.
Na Housovu žádost se třetí z jeho týmu, Foreman (Omar Epps) s Cameronovou vloupá do Rebečina domu, aby nalezli něco co může způsobovat jeden z jejích symptomů - dysfázii. V její kuchyni naleznou otevřené balení krájené šunky (která není košer), což vede Foremana k závěru, že Wilson lhal Housovi o Rebecce, protože Wilson je Žid a Rebecca není. House se rozzlobí. Ne však na Wilsona, ale na Foremana, že mu nedošlo, že ve vepřovém se může nacházet tasemnice. Ta se dostane do jejího zažívacího ústrojí a vajíčka tasemnice se tak mohou dostat do krevního oběhu a tím i do mozku. Tam se může projevit jako neurocysticerkóza (tj. larvy T. solium v mozku). Přestože již House ví jak ji vyléčit, Rebecca nechce žádnou další léčbu a žádné další experimenty. Chce jít domů a tam zemřít. House se ji však snaží přesvědčit. Rebecca se ho ptá, jak přišel ke zranění nohy a House jí to vysvětluje. Rebecca chce zemřít důstojně a House ji vysvětluje, že důstojná smrt neexistuje. Stejně ji ale nepřesvědčí.
Chase však napadne, jak Rebecce dát důkaz. Použijí rentgen a zrentgenují jí nohu, kde v jejím stehně naleznou larvu tasemnice. Tím ji přesvědčí, aby se léčila a brala tabletky, čímž se úplně vyléčí.

## Diagnózy
- špatné diagnózy: mozková vaskulitida
- správná diagnóza: neurocysticerkóza